# グリーンチャンネル
グリーンチャンネル（GREEN CHANNEL）は、日本の農業および競馬の専門チャンネルである。当チャンネルを運営する一般財団法人グリーンチャンネルについても本項で述べる。運営法人は特殊法人日本中央競馬会（JRA）の関連法人である。
スカパー!においてはグリーンチャンネル自らが衛星基幹放送事業者として放送しており、スカパー!プレミアムサービスにおいては衛星一般放送事業者である株式会社スカパー・エンターテイメント（SPET）への番組供給により農林水産情報番組、競馬中継や競馬情報番組を送出しているほか、ケーブルテレビ等事業者へのチャンネル供給を行っている。略称はGCHあるいはGC。
チャンネルロゴ表示は画面右上に表示されるが、スカパー!（BSデジタル）・スカパー!プレミアムサービスは16:9の右端。スカパー!SDはレターボックス黒帯上の右端にそれぞれ表示される。通常はチャンネルロゴのみ表示されるが競馬中継放送時はチャンネルロゴの横に「RACING」、パドックチャンネルでは「PADDOCK」という旨のマークも追加される。

## 沿革
1993年9月1日、財団法人競馬・農林水産情報衛星通信機構（けいば・のうりんすいさんじょうほうえいせいつうしんきこう）の名称で設立。
1995年1月1日、ケーブルテレビや通信衛星によるJRA電話投票会員向けの配信を開始（個人向けの試験配信開始は1994年10月1日）。1997年11月21日、CSデジタル放送による放送を開始した。
2009年10月1日より「スカパー!HD」（現・スカパー!プレミアムサービス）でハイビジョン放送を開始した。チャンネルの名称は、「グリーンチャンネルHD」と「グリーンチャンネル2HD」。当面スカパーHD、スカパー!プレミアムサービス光（光パーフェクTV!を含む）、IP放送とケーブルテレビではケイ・キャットeo光テレビのみでハイビジョンを提供。その他のケーブルテレビは順次実施予定。2011年1月4日からレターボックス方式で放送される。
2011年以降に開始する新しいBSデジタル放送において、HDTV1番組・16スロット分を認定することを総務省より発表した。
2011年10月1日、スカパー!で直営による衛星基幹放送（BSデジタル放送）「BSグリーンチャンネル」として開局。論理チャンネル枠は「23x」。BS234chで、スカパー!プレミアムサービスにおける「グリーンチャンネルHD」とのサイマル放送を行っている（BS235chも枠として保有しているが、使用されていない）。リモコンキーIDについては、非公式のID「B-2」に登録されている（公式には「234ch」のように論理チャンネル番号表示を用いる) これに伴い、2011年7月2日よりそれまで東西でチャンネルを分離していたレース中継を「グリーンチャンネル」「グリーンチャンネルHD」に集約し1つのチャンネルでその日全てのレースを放送することとなった。「グリーンチャンネル2」「グリーンチャンネル2HD」は「パドック専門チャンネル」として放送を行う。なお月曜日など、平日を利用した開催（祝日利用であらかじめ行う場合、あるいは週末が積雪や台風などのやむをえない事情で中止となった場合の振り替えなど）をする場合、グリーンチャンネル2（HD）での「パドック中継」を行わない場合がある（ch.501「パーフェクト チョイス プレミア2」と帯域を共用）。
2013年12月31日、スカパー!プレミアムサービスにて標準画質放送を終了し、ハイビジョン放送に完全移行したことにより直営の衛星一般放送事業を終了。
2014年1月6日、運営法人の名称をそれまでの財団法人競馬・農林水産情報衛星通信機構から、チャンネル名に合わせて一般財団法人 グリーンチャンネルに変更した。理事長は石井秀司。
2016年2月1日、J:COM局の一部地域を除いてグリーンチャンネル2の標準画質放送を終了し、2016年2月6日よりハイビジョン放送に移行した。
2016年12月1日、スカパー!プレミアムサービスの衛星一般放送事業者が、同プラットフォームの全チャンネル一斉にスカパー・ブロードキャスティング （SPBC）からスカパー・エンターテイメント （SPET）に変更された。
2020年2月5日、16時にグリーンチャンネルの公式ウェブサイトのURLが変更。
2021年2月2日、2022年3月にBSデジタル放送の新しいチャンネルが開局することなどに伴う帯域再編の一環として、物理チャンネルをそれまでのBS19chからBS21chに移動した。
2022年2月5日、同日からBSデジタル放送において、データ放送の試験放送を開始した。同年4月2日に正式サービスを開始。

## 視聴方法
CSデジタル放送（スカパー!プレミアムサービス）
直接受信する場合、1997年にCSデジタル（パーフェクTV!とディレクTV）で放送を開始するまではCSアナログ（スカイポートセンターまたはサテライト通信センター（CS BAAN））の受信機器に加えJRAの電話投票会員であることが加入の条件となっていた。
BSデジタル放送（スカパー!）
スカパー!における「グリーンチャンネルHD」相当の放送。「グリーンチャンネル2HD」（パドックチャンネル）の放送は行われない。
ケーブルテレビ
ケーブルテレビでは通常のベーシックチャンネルとは別に加入手続きが必要な特別チャンネルとして扱われる局、アグリネットのノースクランブル放送が行われていない局、また競馬実況中継で2チャンネル同時放送している局もある。なお、セットトップボックスの機器の都合で、BSの再配信が行われているケーブル局は少なく、殆どはCSから再配信されることが多い。

グリーンチャンネルWeb
パソコン、スマートフォンやタブレット端末において、SoftBank・au向けに2014年3月5日からグリーンチャンネル及び、グリーンチャンネル2が会員制の有料サービスで視聴が可能になる。
パソコン、タブレット端末、スマートフォンで5チャンネル視聴可能な「マルチ会員」（1100円）、スマートフォンのみで1チャンネル視聴可能な「スマホ会員」（500円）の選択会員制である。インターネットを利用した配信のため、放送と比べると遅延が生じる。また、一部番組に関しては、権利上の理由で配信できない。
映像配信サービス（IP放送・光放送）
スカパー!プレミアムサービス光・auひかり（旧: ひかりone）・ひかりTV。かつては4th MEDIA・オンデマンドTV・OCN シアターでも配信していた。なお、auひかり・ひかりTVでは、不定期で行われるレーシングネットを含め無料放送の対象外となっている。
その他、モバHO!でも毎週中央競馬開催日（原則土曜日と日曜日。土曜7:00-月曜0:00まで）に限って放送が行われていた。ただし、受信出来るのは『中央競馬中継EAST』（東日本開催）のみ（関西での開催分は特別競走のみ、第3場での開催はメインレースのみ同時生中継。その他は録画中継）。それを補完する意味で日経ラジオ社で放送している『中央競馬実況中継』の西日本開催（第2放送）分がサービス受信できるようになっていた。また荒天による開催中止やハッピーマンデーなどでの平日開催相当分の関東分の中継は、モバHO!チャンネルONEから放送していた。しかしモバHO!のサービスそのものが2009年3月31日を以って終了したため、これらの放送は3月29日をもって終了した。

## 開始・終了の映像
放送開始時刻は7:00。終了時間は日によって異なるが、概ね翌日の2:00 - 5:00の間である（月曜日と火曜日は2時、水曜日は3時=2021年1月以後。それ以前は2時30分終了、日曜日は5時=2018年7月以後。それ以前は4時に終了）。
ただし、電話投票の前日発売や夜間発売が行われていることもあり、それらの情報を繰り返し放送するため木曜深夜〜日曜未明にかけては終夜放送が行われている。また、年数回放送機器メンテナンスを実施するために日中の放送を休止し、夜間にレーシングネットの番組のみを放送する場合や放送終了時刻が0:00に早まる場合もある。
- 開始時 - ゼッケンを外した馬が眠っている所、月が右から左に傾いて馬も目を覚ます。そして空には蝶々や鳥が羽ばたき馬が一旦画面左に退いた後、「GREEN CHANNEL」のロゴが入ったゼッケンをつけて画面右から再登場しその後ロゴを大写しする。
- 終了時 - 「GREEN CHANNEL」のロゴが入ったゼッケンをつけた馬が画面左に一旦退く。その後太陽が右から左に傾いて夜になり月が空に写り、薄暗くなった所で再び馬が画面右からゼッケンを外した状態で表れ馬面の寝顔のアップを大写しする。

上述の通り、通常の放送開始は7:00、終了は日により2:00 - 5:00であるが、EPGでは放送開始前30分に「カラーバー・GCロゴ」、終了後30分に「GC番宣・ロゴ・カラーバー」と表示されている。
実際には放送終了時刻にグリーンチャンネルの番組案内や放送局のお知らせ事項 (60秒)→エンディング映像 (30秒)を放送した後、カラーバー（中央に「GREEN CHANNEL」と表示）を流して一旦停波。その後、朝の6時30分から放送開始30秒前までカラーバーを流し、オープニング映像 (30秒)を経てアグリネット枠の放送を行う。24時間放送となる木曜日から土曜日の深夜-翌朝にはこれらの映像は放送されていない。
また、曜日限定放送の「グリーンチャンネル2」でもこれらのOP/EDの告知画面は放送されていない。
過去に放送を終了する際には、ヴィヴァルディの四季より「春」をBGMに局名ロゴと「本日の番組配信は全て終了しました。おやすみなさい…」の静止画を45秒間放送した後、カラーバー（コアテック方式のスクランブル映像）を流して停波していた。

## 農産・馬事関連（旧：アグリネット）
平日は農林水産関連のニュース・天気予報・情報、ドッグ（犬）関連の情報番組、中央畜産会やJA各支所からの情報番組等で構成する。かつては「アグリネット」と呼ばれた。
2009年9月25日まで農林水産気象情報を除くすべての番組の冒頭の5分間は「GREEN CHANNELアグリネット」と画面右上で表示したが、9月28日より農林水産気象情報を含むすべての番組で「GREEN CHANNEL」と画面右上で表示。
2009年4月期の改編時には畜産関連番組や馬関連番組を更に強化したが、2009年8月期の改編時には農産・畜産関連番組を大幅削減した。その後更に減り続け長年放送されてきた農林水産気象情報は2011年2月27日をもって終了、それ以降は主に馬事関連・畜産関連番組のみに縮小された。年数回、放送設備の保守点検作業のためアグリネットの一部時間帯を休止することがある。
かつては中央競馬が平日に開催する場合に限り、夜間に農産や馬事関連の番組を放送していたことがあった。

## 競馬関連（旧：レーシングネット）
レース開催当日は2チャンネルに分割（2000年1月から実施）し、関東と関西それぞれのレースを、主場・第3場（裏）開催を問わず、パドックから本馬場入場・レースに至るまで完全生中継。かつては「レーシングネット」と呼ばれた。
スカパー!プレミアムサービスでは688ch・689ch (HD)にて一般財団法人グリーンチャンネルが、それぞれスクランブル（有料・月額1260円=税込）放送。
非開催日には競走馬を題材にしたドキュメンタリー、世界各地の競馬最新情報、トレセン調教レポートなどその週の中央競馬に役立つ情報から地方・海外競馬に至るまで、競馬の総合発信基地として展開する。
ダートグレード競走は2012年3月までは地上波・場内放送のネット受け、同年4月以降は自社制作で放送する。

## 主な番組（競馬）

### 現在放送されている番組
現在の番組の詳細は、公式サイトの 番組一覧 または 番組表 を参照。

#### 中央競馬開催日
- 中央競馬中継

中央競馬全レース中継（グリーンチャンネルHD・BSグリーンチャンネル）
中央競馬パドック中継（グリーンチャンネル2HD）
- 今日のレースリプレイ

#### ダートグレード競走・地方競馬IPAT発売重賞開催日
- グリーンチャンネル地方競馬中継（2012年4月4日のマリーンカップから放送開始）

2012年10月からIPAT (即PAT)で発売される日の地方競馬の重賞競走開催日も放送されている。

#### レギュラー番組
※2024年8月末時点
- 先週の結果分析
- 月曜馬劇場
- ダート競馬JAPAN（2023年6月5日 - ）
- 競馬年鑑
- ザ・パトロールビデオ
- 競馬ブロス（2023年4月4日 - ）
- 水曜馬スペ!（競馬・馬事文化のドキュメンタリーやバラエティーの単発番組。原則第1・3水曜日更新）
- 今日の調教/今週の調教
- 先週のレースリプレイ（場別）
- トレセンまるごと情報局（2013年1月10日 - ）
- 草野仁のGate J.プラス（2014年2月 - ）
- トラックマンTV
- 参考レース&重賞調教VTR
- VANで勝ち馬さがしてみませんか（2019年1月5日 - ）
- アタック!地方競馬（2019年4月6日 - ）
- ダート競馬JAPAN（2023年6月 - ）
- 日曜レース展望KEIBAコンシェルジュ
- 馬産地通信（2013年1月13日 - ）
- 重賞メモリアル
- 栄光の名馬たち/セレクション
- 競馬場の達人/セレクション
- スタリオンライブラリー
- グリーンチャンネル傑作選（過去の水曜馬スペ!、ヒュ馬ンアワー等で放送された内容の再放送　月 - 金 9:00-10:00）
- その他、過去に「月曜馬劇場」、「水曜馬スぺ!」他で放送された競馬・馬事文化を取り上げた各種番組の再放送（主に11:00-11:30、15:00-15:30）

#### 特別番組
- 炎の十番勝負
- ザ・POGドラフト会議（5月下旬　新馬戦開幕前に放送）
- セリ市の中継（セレクトセール・セレクションセール・JRAブリーズアップセールなど）
- 海外競馬中継（ドバイワールドカップミーティング、凱旋門賞、ブリーダーズカップ・ワールド・サラブレッド・チャンピオンシップ、香港国際競走など）
- サマープログラム
トレセンまるごと情報局（2012年までのトレセンTIME）が放送休止の夏の期間に放送される特別番組。
後述の上半期重賞リプレーのほか、競馬場の達人サマーセレクション（同年度上半期放送分の傑作選）、海外競馬取材などの水曜馬スペ!と同趣旨の競馬や馬事文化について紹介する番組を並べている。
  - 上半期重賞リプレイ

競馬年鑑の特別編で、上半期に行われた重賞競走を3分割して放送。
  - G-FM 走れ!ミュージックリクエスト
- 年末年始特別編成
  - GI全競走リプレイ（毎年年末に放送）
  - GI競走パトロールビデオ（毎年年末に放送）
  - 今年はどうなる中央競馬!

毎年年始に放送されるJRA理事長のインタビューと中央競馬における変更点を説明する番組
  - 新春複コロ!福トーク

グリーンチャンネルのキャスター・解説者、或いは過去にグリーンchの各番組にゲスト出演した競馬愛好家の著名人らが自腹1万円で複勝式を購入し、任意3レースでの転がし馬券的中を目指すもの
  - そのほかに、月曜馬劇場で放送されたシリーズ番組の一挙再放送や、水曜馬スペ!・サマープログラムと同じように海外競馬・馬事文化を取り上げた番組などがある。
- クラシック戦線の夜明け
- 競馬予想フェスティバル
- Go Racing!→Trailer 海外馬券展望番組
- ALL IN LINE!〜世界の競馬〜
- 岩手競馬DGショータイム

### 過去の番組
- 今日のレース結果[注釈 9]
- 知りたいKEIBA情報局
- 全国競馬便り
- 競馬サポーターズ倶楽部 うまくら!
- ホースステーション
- After Racing Cafe
- トレセンリポート
- レーシングネットスペシャル
- RIDE ON 22
- AR KITCHEN
- ヒュ馬ンアワー
- クラシックパーク
- 鈴木淑子のレーシングワールド
- データでVAN VAN!
- Odds On TV!
- ハートランド物語（Heartland、2011年3月 - 9月 season1-2、2012年4月 - 2012年12月 season3-4）
- BS放送開局記念番組 証言者II〜受け継がれる記憶（2011年10月 - 12月）
- BS放送開局記念番組 英雄の系譜〜ディープインパクトの夢を継ぐもの〜
- 目指せ!ジョッキーベイビーズ
- 明日のレース分析（2012年からトラックマンTVに番組名変更）
- A1 NEWS STAGE
- ABK47→ABK48
- ダートグレード競走中継（川崎記念・帝王賞・東京盃・日本テレビ盃・マイルチャンピオンシップ南部杯・JBC3競走・全日本2歳優駿・東京大賞典）
- 新・競馬ワンダラー 〜日本の近代競馬、その150年の蹄音（あしおと）〜（2012年1月 - 3月）
- 亀和田武が行く競走馬のいる風景2（2012年4月 - 9月）
- 日本競馬の夜明け（2012年10月 - 12月）
- トレセンTIME
- グリーンチャンネル日高支局定期便
- 明日の勝ち馬検討社
- 教えてVANdaくん! 勝ち馬リサーチャー
- 地方競馬最前線
- 地・中・海ケイバモード
- 鈴木淑子のホースマンに乾杯!
- 井崎脩五郎のニッポン競馬史
- 海外競馬ジャーナル
- 岡田繁幸のRun for the Classic
- 新春BIG対談

2015年まで年始に放送、社台ファーム代表吉田照哉とコスモヴューファーム代表岡田繁幸の対談番組
- iちゃんねる（2012年7月 - 2019年1月、冬季の岩手競馬休止期間は放送休止）
- M's TV（2019年4月 - 2022年12月、冬季の岩手競馬休止期間は放送休止）
- アニメ・みどりのマキバオー（2021年1月-2022年4月 元は1996年-1997年にフジテレビジョンで放送されたものの再放送 月曜12:30-13:00初回、火曜-金曜の同時刻、水曜22:30-23:00、翌週月曜12:00-12:30などのリピート放送あり）
- アニメ・群青のファンファーレ（2022年4月-8月）月曜12:30-13:00初回
- アニメ・銀の匙 Silver Spoon（2022年8月-10月　月曜12:30-13:00初回、火曜-金曜の同時刻や、水曜22:30-23:00、翌週月曜12:00-12:30のリピート放送あり）
- グリーンサイエンスアワー - サイエンスチャンネルがストリーミング配信している科学番組
- ケイバどーも!（2019年1月8日 - 2023年3月28日）

## 主な番組（農産・馬事系）

### 現在放送されている番組
現在の番組の詳細は、公式サイトの 番組一覧 または 番組表 を参照。
- 畜産関連番組
  - がんばる!畜産!（週2回分放送）
  - がんばる!畜産!2（2018年9月開始）
  - がんばる!畜産!3（2019年9月開始）
  - がんばる!畜産!4（2020年9月開始）
  - がんばる!畜産!5（2021年10月開始）
  - がんばる!畜産!6（2022年8月開始）
  - がんばる!畜産!7（2023年10月開始）
  - がんばる!畜産!8（2024年11月開始）
- 馬事関連番組
  - 新・馬学講座ホースアカデミー
  - 馬事文化財団 Presents「悠久の馬」（2016年制作）
  - 馬と祭り（2023年制作）
    - 田代神社と相馬野馬追
    - 多賀大社と尾張大国霊神社
- その他
  - Green Healing - 馬たちの風景を中心としたBGV映像を放送（フィラー番組[注釈 10]）。かつては、風景映像にロールテロップでJRAの競馬関連情報や番組情報などを流していた。

### 過去の番組
- 畜産関連番組
  - 畜産eye
  - 技あり!畜産道場
  - 畜産!特産!ごちそう産!!
  - 畜産経営セミナー
- 馬事関連番組
  - お馬の百科（1970年制作）
  - サラブレッドのふるさと -イギリス-
  - 馬の発見伝!美を駈ける
  - HorseFlicksシリーズ（米: HorseTV制作）
- 農業関連番組
  - やさしい菜園計画 - のあいはるかによる野菜作りや大西リポーターが体験農園「緑の散歩道」での野菜作りに挑戦
- 馬うまライフ
  - 馬術ジャーナル（毎月第1・2週）
  - 乗馬マガジン（毎月第3・4・5週）
- ドッグ（犬）関連番組
  - ドッグアワード ライフヘルス（原則として毎月第1金曜日のみ）
- 地域紹介/旅番組
  - 日本朝市紀行 - 朝に行われる伝統行事の1つ「朝市」の現場に密着
  - 田園の休日 -欧州編- - ヨーロッパ各国のグリーンツーリズムを取り上げるドキュメンタリー
  - ふるさとの旅 - 日本各地の四季や風景を紹介
  - グリーンTV
  - アジア朝市紀行

## 主なレギュラー出演者

### 現在の主なレギュラー
2024年10月時点。現在の出演者については、公式サイトの キャスタールーム を参照。

この他に日経ラジオ社（NSB→ラジオたんぱ→ラジオNIKKEI）スポーツ情報部所属のアナウンサーが出演する。なお、ラジオNIKKEIとグリーンチャンネルはアナウンサーの共有契約をしており、ラジオNIKKEI正社員のアナウンサーが当チャンネルに出演する場合、事前に会社上層部の許諾を得る必要はない。

#### 男性
- 浅野靖典：フリーアナウンサー（SOプロ所属）。『競馬ワンダラー』シリーズ、浅野靖典の旅うま!、他
- 伊藤政昭：フリー。『中央競馬全レース中継』(日曜午後MC)、
- 大川浩史：日刊競馬編集デスク。『結果分析2』
- 小木茂光：『日曜レース展望KEIBAコンシェルジュ』支配人（MC）
- 草野仁：NHK→フリー（草野仁事務所所属）。『Gate J.プラス』MC
- 栗山求：競馬通信社→血統評論家。『KEIBAコンシェルジュ』
- 小堺翔太：フリー（タイムリーオフィス所属）。『全レース中継(日曜午前MC)』『アタック!地方競馬』他
- 合田直弘：フリー評論家。『ALL IN LINE! -世界の競馬-』『Trailer 海外馬券展望番組』
- 斎藤修：NAR機関誌『ウェブハロン』編集長。『グリーンチャンネル地方競馬中継』
- 三遊亭五九楽：落語家（五代目円楽一門会所属）。『結果分析2』『トラックマンTV』MC、
- 清水久嗣：TOKYO FM→フリー（東京フィルム・メート→フジ・メディア・テクノロジー所属）。2024年1月より『全レース中継』土曜午前MC。ニッポン放送『競馬ショウアップ』兼務
- 須田鷹雄：フリー評論家。『KEIBAコンシェルジュ』、BS11『BSイレブン競馬中継』（土日ともスタジオ解説）兼務
- 辻三蔵：ホースニュース・馬→フリー評論家。『KEIBAコンシェルジュ』『地方競馬中継』
- 津田照之：ホースニュース・馬→競馬エイト関西想定班。『全レース中継（パドック解説）』『結果分析2』『トラックマンTV』『KEIBAコンシェルジュ』
- 林健(ギャロップ）：トレセンまるごと情報局
- 舩山陽司：NHK→ラジオNIKKEI→フリー（浅井企画所属）。『Trailer 海外馬券展望番組』、『ALL IN LINE! -世界の競馬-』では実況担当、BS11『BSイレブン競馬中継』（土曜レギュラー「競馬好きのお兄さん」）
- 古谷剛彦：内外タイムス→リアルスポーツ→フリー評論家。『KEIBAコンシェルジュ』『地方競馬中継』『馬産地通信』
- 棟広良隆：『KEIBAコンシェルジュ』、ラジオNIKKEI『中央競馬実況中継』（第2放送・土曜）兼務
- 村本浩平：『馬産地通信』
- 山本直也：ラジオたんぱ→フリー（シャベール所属）。『全レース中継』実況、『結果分析2』MC
- 吉原完：フリー（VOICE TRUST所属）。『全レース中継』土曜午後MC

#### 女性
- 赤見千尋：NAR高崎競馬騎手→タレント（シンクバンク所属）。『アタック!地方競馬』、『地方競馬中継』コメンテーター 他
- 伊藤京子：『地方競馬中継』
- 岩田泉未：フリー（パートナーズプロ所属）。『全レース中継』パドック進行
- 梅澤真理子：『全レース中継』(土曜午後)
- 梅田陽子：フリー（セント・フォース所属）。『全レース中継』パドック進行、
- 大村麻衣子：フリー（シャイニング所属）。『地方競馬中継』司会。ラジオ日本『競馬実況中継』兼務
- 岡部玲子：JRAアドバイザー・元騎手岡部幸雄の遠戚。『全レース中継』（日曜午後）
- 各務梓菜：『全レース中継』（日曜午前）
- 栗林さみ：テレビ新潟→フリー（ホリプロ所属）。『全レース中継』（土曜午前）
- 國分ひかり：『地方競馬中継』
- 色紙千尋：フリー（セント・フォース所属）。『結果分析』アシスタント
- 荘司典子：フリー（TCP所属）。『地方競馬中継』コメンテーター
- 田中歩：JRA調教師・元騎手田中剛の長女。『Trailer 海外馬券展望番組』『海外GI中継』
- 津島亜由子：『Gate J.プラス』アシスタント
- 津田麻莉奈：SDN48→フリー（ホリプロ所属）。『VANで勝ち馬さがしてみませんか』MC 他
- 寺本章子：『全レース中継』パドック進行
- 中村ちひろ：FM新潟→フリー（SKY's THE LIMIT JAPAN代表）。『全レース中継』新潟開催パドック進行担当
- 藤原美佳：『全レース中継』パドック進行
- 守永真彩：フリー（オフィスウォーカー所属）、タレント白石まるみの長女。『KEIBAコンシェルジュ』秘書（アシスタント）
- 山田さつき：山陰放送→フリー（オフィスコットン→圭三プロ所属）。『ALL IN LINE! -世界の競馬-』MC、『海外GI中継』は不定期に担当。
- 山本潤：『地方競馬中継』
- 横山ルリカ：『ダート競馬JAPAN』メインMC

### 過去の主なレギュラー

#### 男性
- お兄ちゃん（ビタミンS）：トレセンまるごと情報局
- 大澤幹朗：IBC岩手放送→フリー（圭三プロ所属→同客員）。2023年12月まで『全レース中継』土曜午前MC、『海外GI中継』はその後も担当
- 坂田博昭：『全レース中継』
- 関野浩之：フリー（人力舎所属）。『全レース中継』
- 松尾康司：iちゃんねる
- 松岡俊道：『全レース中継』
- 横川典視：iちゃんねる
- 乗峯栄一：作家・フリー評論家。『ケイバどーも!』コメンテーター

#### 女性
- 芦谷有香：『全レース中継』
- 砂岡春奈：『全レース中継』
- 伊藤友里：『地方競馬中継』
- 小浦愛：トレセンまるごと情報局
- 大澤玲美：地・中・海ケイバモード
- 黒澤ゆりか：『Gate J.プラス』アシスタント
- 小島友実：トラックマンTV 他。ラジオNIKKEI（第1放送）パドックアシスタント・進行役兼務
- 小橋宏美：KEIBAコンシェルジュ
- 佐藤美樹：『全レース中継』
- 橋本マナミ：地・中・海ケイバモード
- 瞳ゆゆ：『Gate J.プラス』アシスタント
- ふじポン：iちゃんねる
- 領家華子：元JRA調教師領家政蔵の次女。『全レース中継』
- 長尾真実：『ケイバどーも!』
- 玉木碧：『地方競馬中継』
- 秋田奈津子：トラックマンTV
- 柳沼淳子：全国競馬便り
- 矢作麗：フリー（パートナーズプロ所属）、JRA調教師矢作芳人の次女。『全レース中継』パドック司会

## 無料放送の実施
当チャンネルは、有料（スクランブル）放送である。しかし、月 - 金曜の一定の時間帯や、下記の場合に特別に無料（ノースクランブル）放送を行うことがあり、後者については公式HP等で告知される。ただし、グリーンチャンネルweb、グリーンチャンネルモバイル、ひかりTV、auひかり、一部のケーブルテレビでは無料放送は行われない（2025年6月時点。なお当項目は現時点での実施状況を記載したものであり、今後の無料放送実施を確約するものではない。）。
常時無料放送の時間帯（農産・馬事系の番組枠）
- 月～木曜 7:00 - 12:00
- 金曜 7:00 - 11:00

特定の番組が無料放送
- JRAが馬券発売対象とする海外レース中継番組
- JRAブリーズアップセールなどセリ市の中継
- Trailer 海外馬券展望番組（海外競馬展望番組） - 初回放送分のみ

特別に無料放送を行う場合
- 一定期間の全時間帯で無料放送 
  - ドバイWeek（週初から週末のドバイワールドカップデー中継番組終了までの約1週間。2020[注釈 11] - 2022年は適用されず）
  - 凱旋門賞Week（週初から週末の凱旋門賞中継番組終了までの約1週間。2019[注釈 12] - 2021年は適用されず）
  - スカパー!10日間無料放送期間（不定期。近年は10日間無料放送自体が実施されていない）
- 中央競馬中継、もしくは中央競馬中継に加え連続する前後時間帯の一部番組が無料放送
  - 土曜・日曜以外の中央競馬開催日（天候の影響等による代替開催の場合を含む）[注釈 13]
  - 中央競馬中継の放送時間枠内でJRAが馬券発売対象とする海外レース（日本と時差が小さいオーストラリア・香港のレースが対象になりやすい）を放送する場合（中央競馬中継の放送枠内を過ぎて海外レースの中継が続く場合も含む）[注釈 14][注釈 15][注釈 16]
  - 27時間テレビなどによるフジテレビ系列競馬中継の休止日や時間短縮放送日（2019年[注釈 17]・2023年以降[注釈 18][18][19]は適用されず）
  - 無観客競馬実施の場合[20]（#新型コロナウイルスへの感染拡大に伴う対応を参照）
  - 2021年7月より、土曜・日曜の中央競馬開催日の中央競馬全レース中継（BSグリーンチャンネルのみ）の無料生放送の時間帯を、午前の部（9時から13時）のみとすることになった[注釈 19]。なお同年1月からBS以外の、スカパープレミアムサービス（光）、ケーブルテレビ各局での配信は全編有料に戻っている[21]（後述参照）
- オリンピック・パラリンピック馬術競技の中継
  - 2021年7月下旬 - 8月上旬に行われた東京オリンピックにおいては、ジャパンコンソーシアムからサブライセンスを得て、『東京2020オリンピック 馬術競技中継 〜世界の馬術がやってくる〜』と題し[22]馬術競技の放送を行った[23]。
  - また、同年8月下旬に行われた東京パラリンピックでもNHKからサブライセンスを得て、馬術競技の放送を行った[24]。
  - 2024年7月下旬 - 8月上旬に行われるパリオリンピックにおいても、ジャパンコンソーシアムからサブライセンスを得た上で、馬術競技の放送を行った[25]。
  - また、同年8月下旬 - 9月上旬に行われるパリパラリンピックでもNHKからサブライセンスを得て、馬術競技の放送を行った[26]。
  - なお、いずれの番組も生中継と録画を織り交ぜての放送となり、一部ケーブルテレビ局とひかりTV、auひかりを除き無料放送を実施。また、BS・CSのみ放送を行い、グリーンチャンネルWebへの配信は行なわない[23][24][注釈 20]。

過去には、BS234chのみに限り2011年10月1日-10日までの10日間連続と2012年3月1日-11日までの11日間連続、9月1日-17日にケーブルテレビ限定のノースクランブル放送キャンペーン など不定期に無料放送が行われることがあった。

## キャッチフレーズ
- もっとHOTに、もっとCHICに (2005年)
- SWITCH ON (2006 - 2009年)
- ALL GREEN LIFE (2010年 -)

## その他

### 新型コロナウイルスへの感染拡大に伴う対応
中央競馬中継の無料放送実施
新型コロナウイルス（COVID-19）の感染拡大に伴う無観客開催措置が取られた2020年2月29日以降、日本中央競馬会（JRA）からの要請により「中央競馬中継」の無料放送を行った。
地上波やBSでの生放送は従来通り行われているものの、馬券の購入がインターネット投票および電話投票のみに限定されたことに伴う、ファンサービスとしての特別措置である。この措置は、有料視聴契約者からの不満につながることが想定されるため、公式ウェブサイトにおいては無料放送実施の案内に加え、チャンネル解約に関する記載もおこなった。
なお、同年10月10日以降、制限付きで観客の入場が行われてからも無料放送を継続していたが、2021年1月からスカパー！プレミアムサービス/光 及び ケーブルテレビにおける無料放送は終了し、BS放送のみの適用に変更された。
同年7月より、BS放送の無料放送時間を9時から13時までに短縮するとともに、月額視聴料を1320円（税込）から880円（税込）に引き下げると発表。
レギュラー番組の休止
改正新型インフルエンザ等対策特別措置法に基づく緊急事態宣言の発令に伴い、番組出演者及び制作スタッフの健康と感染の拡大の防止に配慮しながら、全レース中継放送体制を維持するための措置として、以下の番組を下記の期間休止とした。
- 中央競馬パドック中継（休止 2020年4月11日 - 6月7日。なお5月30日・31日・6月6日・7日は元々2場開催の為、当初から放送休止 ）
- 先週の結果分析（休止 4月13日 - 6月15日)
- ケイバどーも!（休止 4月14日 - 5月26日）

### その他の特記事項
- ケーブルテレビでの配信は株式会社スーパーネットワークに2007年12月末まで委託していた。
- 2005年末をもっていくつかの人気番組、特に海外競馬や地方競馬について取り上げてきた番組を打ち切ったが、海外競馬情報に関しては『RIDE ON 22』の中で新しい枠を設けて対応した。また地方競馬情報については『中央競馬中継』の中で取り上げていたが、2007年末に『RIDE ON 22』が放送終了となった。それに伴い2008年からの海外競馬や地方競馬の情報は『鈴木淑子のレーシングワールド』で取り上げた。2009年からは『地方競馬最前線』として地方競馬情報番組が復活した。2010年からは海外競馬情報を単独番組として放送する。
- 2021年1月から2022年12月まで、アニメ番組を放送した。なお、現在は放送されていない。
  - 2021年1月から2022年4月まで、競馬を舞台にしたアニメ『みどりのマキバオー』を放送した[32]。
  - 同年4月から7月末まで、同『群青のファンファーレ』を放送した。
  - 同年8月から12月まで、農業高等学校を舞台にしたアニメ『銀の匙 Silver Spoon』シリーズを放送した。